# Juletræsstjerne
Juletræsstjerne eller topstjerne er en stjerne til af pynte juletræets top med. Den er ofte lavet i metal, men kan også være lavet i andre materialer.

## Baggrund
Da juletræet gjorde sit indtog, med julepynt på, var der mange muligheder i toppen i af træet. I fortællingen "Peters jul" er det en stork, der sidder på toppen af træet, men også engle og spir er populært mange steder. 
Stjernen symboliserer Betlehemsstjernen, som nævnes i Matthæusevangeliet, og forbinder dermed traditionen jul med den kristne tro og Jesu fødsel. Det vandt udbredelse, da salmedigterne begyndte at beskrive stjernen i træets top.